# Elezioni presidenziali in Guinea del 1993
Le elezioni presidenziali in Guinea del 1993 si tennero il 19 dicembre.

## Risultati
| Candidati        | Partiti                                                             | Voti      | %     |
| ---------------- | ------------------------------------------------------------------- | --------- | ----- |
| Lansana Conté    | Partito dell'Unità e del Progresso                                  | 1 077 017 | 51,71 |
| Alpha Condé      | Raggruppamento del Popolo Guineano                                  | 407 221   | 19,55 |
| Mamadou Boye Bah | Unione per la Nuova Repubblica                                      | 278 638   | 13,38 |
| Siradiou Diallo  | Partito del Rinnovamento e del Progresso                            | 247 100   | 11,86 |
| Facinet Touré    | Unione Nazionale per la Prosperità della Guinea                     | 29 266    | 1,41  |
| Jean-Marie Doré  | Unione per il Progresso della Guinea                                | 19 007    | 0,91  |
| Mansour Kaba     | Dyama                                                               | 12 890    | 0,62  |
| Ismail Ghussein  | Partito Democratico di Guinea - Raggruppamento Democratico Africano | 11 696    | 0,56  |
| Totale           | Totale                                                              | 2 082 835 | 100   |